# Rosenhortensia
Rosenhortensia (Hydrangea heteromalla) är en art inom familjen hortensiaväxter och växer vild i Himalaya, samt i västra och norra Kina. den växer vanligen i blandskog eller på öppna platser.